# Scotinella apachea
Espèce
Synonymes
- Phrurolithus apacheus Gertsch, 1941

Scotinella apachea est une espèce d'araignées aranéomorphes de la famille des Phrurolithidae.

## Distribution
Cette espèce est endémique des États-Unis. Elle se rencontre d'Arizona au Tennessee.

## Description
La femelle holotype mesure 1,69 mm.
Le mâle décrit par Platnick et Chamé-Vázquez en 2024 mesure 2,07 mm et la femelle 2,35 mm.

## Systématique et taxinomie
Cette espèce a été décrite sous le protonyme Phrurolithus apacheus par Gertsch en 1941. Elle est placée dans le genre Scotinella par Platnick et Chamé-Vázquez en 2024.

## Publication originale
- Gertsch, 1941 : « New American spiders of the family Clubionidae. I. » American Museum novitates, no 1147, p. 1-20 (texte intégral).